# Diecéze gurská
Diecéze gurská, respektive gursko-celovecká nebo také diecéze Gurk či diecéze Gurk-Klagenfurt (lat. Dioecesis Gurcensis) je římskokatolická diecéze, která se nachází na jihu Rakouska, sídlem biskupa je Klagenfurt am Wörthersee. Spolu s metropolitní salcburskou arcidiecézí, diecézí feldkirchskou, diecézí Graz-Seckau a diecézí innsbruckou tvoří Salcburskou církevní provincii.

## Historie
Biskupství bylo založeno v roce 1072, jako první samostatné v salcburské arcidiecézi. Za sídlo biskupa byl vybrán ženský klášter v Gurku, který kdysi založila hraběnka Ema z Gurku, je proto považována jako jeden z diecézních zakladatelů. Jako první biskup byl vysvěcen Günther von Krappfeld. Gurský biskup měl být zcela závislý na Salcburku a sloužit jako vikář tamního arcibiskupa.
Sídlo gurské diecéze bylo přesunuto na hrad Straßburg v Korutanech, kde zůstalo po celá staletí do roku 1783 a poté na krátký přesídlilo na zámek Pöckstein. V rámci josefínských reforem bylo biskupství ustáleno v Klagenfurtu a celá diecéze byla podstatně zvětšena. Ze salcburské arcidiecéze získala 96 farností, goricijské arcidiecéze 56 farností, lublaňské arcidiecéze 5 farností a z lavantské diecéze 1 farnost. Když bylo lavantské biskupství přesunuto do Mariboru a vznikla maroborská arcidiecéze, připadlo celé Lavantsko pod zdejší diecézi. Od té doby gurské biskupství spravuje celou spolkovou zemi Korutany.
Mimo církevní historii je znám i zdejší biskup, kardinál František II. Xaver, který zorganizoval první výstup na nejvyšší horu Rakouska Grossglockner. Jiný místní biskup Balthasar Kaltner byl posledním virilistou, který mluvil v korutanském zemském sněmu.

## Galerie

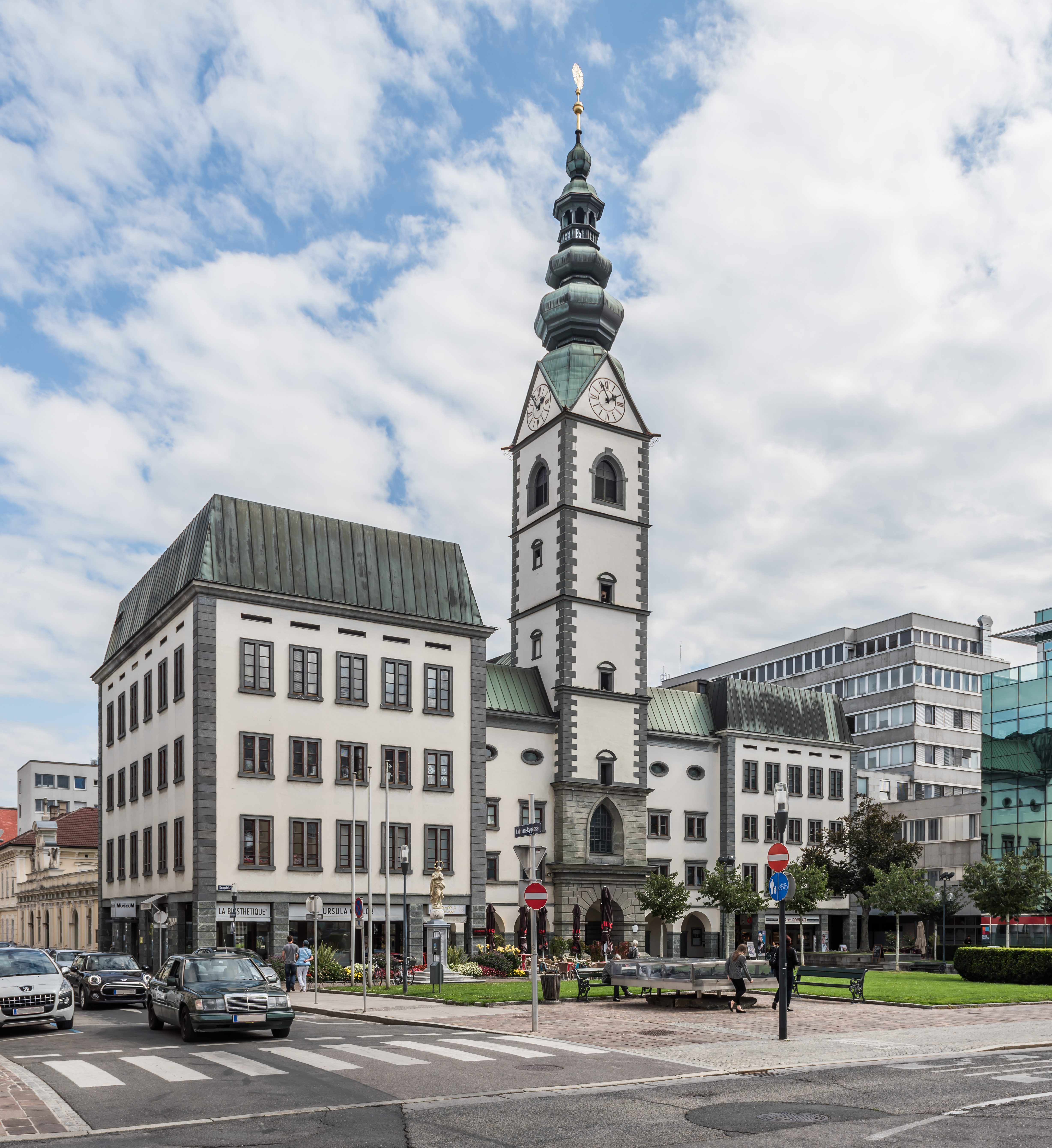
Katedrála v Klagenfurtu
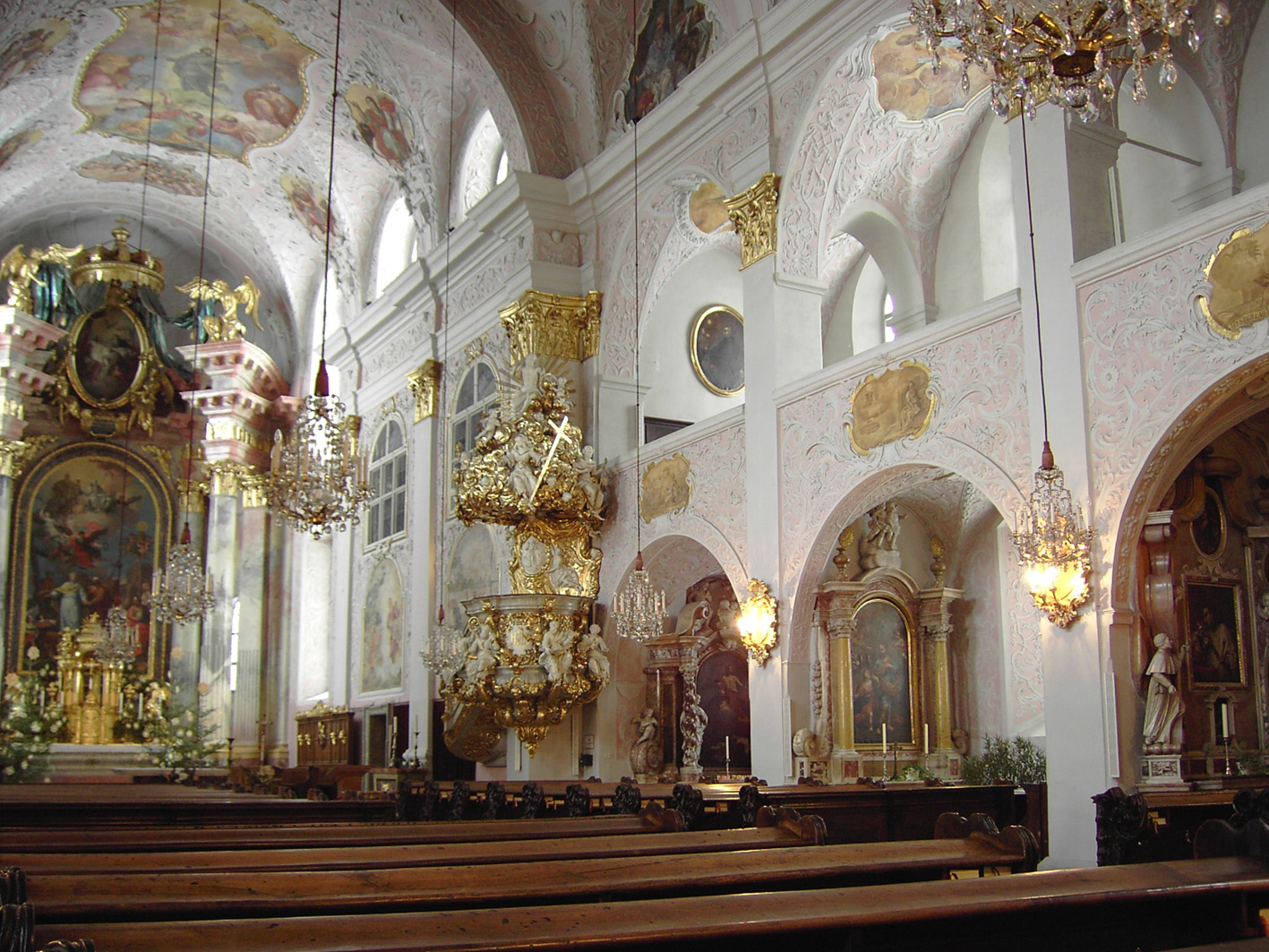
Katedrála v Klagenfurtu (interiér)
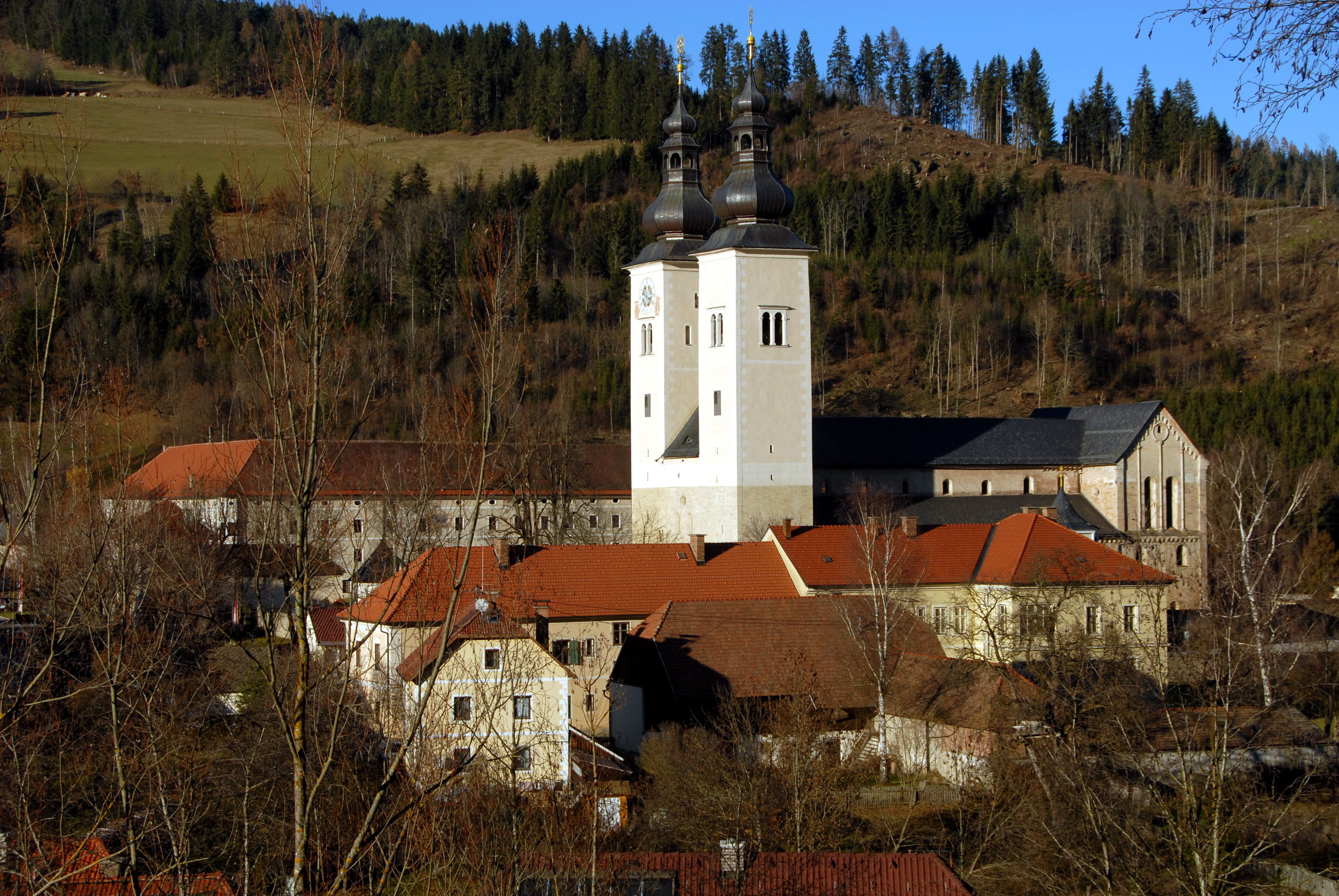
Konkatedrála Nanebevzetí Panny Marie v Gurku
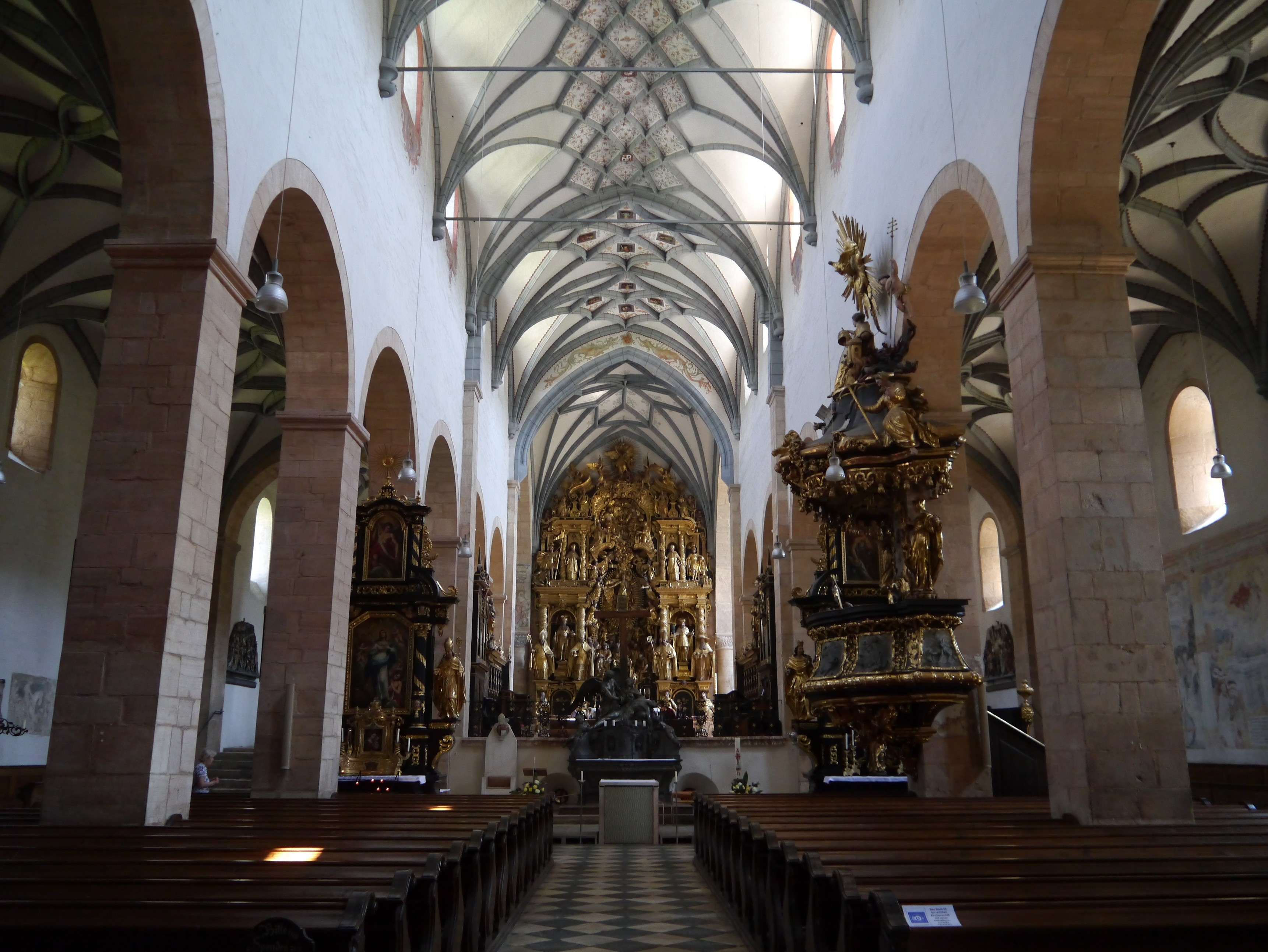
Konkatedrála v Gurku (interiér)